# فرودگاه صحرایی مفورد
فرودگاه صحرایی مفورد (به انگلیسی: Mefford Field) یک فرودگاه همگانی با کد یاتا TLR است که یک باند فرود آسفالت دارد و طول باند آن ۱۱۹۳ متر است. این فرودگاه در شهر تولر، کالیفرنیا کشور ایالات متحده آمریکا قرار دارد و در ارتفاع ۸۲٫۶ متری از سطح دریا واقع شده‌است.